# Peter Chambers (écrivain)
Pour les articles homonymes, voir Chambers et Peter Chambers (homonymie).
Peter Chambers, né Dennis John Andrew Phillips le 17 août 1924 à Londres en Angleterre et mort en 2006, est un écrivain britannique, auteur de roman policier et d’espionnage. Il utilise plusieurs pseudonymes : Simon Challis, Peter Chester, Philip Daniels et Dennis Phillips.

## Biographie
Il fait ses études de 1935 à 1940 à la Westminster School. De 1942 à 1947, il sert dans la Royal Air Force. Puis, pendant quelque temps, il est musicien de jazz avant de travailler dans les relations publiques au sein d'une industrie. Il se consacre ensuite entièrement à l’écriture.
En 1958, sous le pseudonyme de Peter Chester, il commence une série consacrée à Johnny, puis à Mark Preston, détective privé américain par admiration pour Raymond Chandler et Dashiell Hammett. En 1961, il change d'éditeur et, en hommage au détective privé créé par Henry Kane, prend le pseudonyme de Peter Chambers. C’est sous ce nom qu'il continue la série Mark Preston.
Dans les deux premiers romans de la série, le héros se prénomme Johnny. Il a quitté l'armée après la guerre de Corée. Pour Claude Mesplède, il n'a « rien à voir avec le privé minable qui attend le client en comptant ses factures impayées. Preston vit dans un quartier chic. Pour le reste, il relève du stéréotype : il aime le bourbon et fume des Old Favourite. Honnête et intransigeant, il est incorruptible, rien ne le fait dévier du droit chemin, ni l'appât du gain, ni les avantages d'une jolie fille aguicheuse. Rien pour lui n'est au-dessus de la justice et, lorsque la loi se fait quelque peu défaillante, il sait utiliser des moyens détournés pour faire triompher la moralité. Les enquêtes de Preston sont toujours d'agréables divertissements, des histoires bien construites ».
Il utilise de nouveau le pseudonyme de Peter Chester pour d’autres livres, dont en 1964 Jeu de fourbes (The Traitors), un roman d'espionnage. En 1979, sous la signature de Philip Daniels, il commence une nouvelle série se déroulant en Angleterre avec selon les romans le détective privé Jack Bradford ou des policiers de Scotland Yard.

## Œuvre

### SérieJohnny Prestonsignée Peter Chester
- Killing Comes Easy, 1958
- Murder Forestalled, 1960)  
  - C'est pas du folklore, Série noire no 732, 1962 (publié en français sous le nom de Peter Chambers)

### SérieMark Prestonsignée Peter Chambers
- Murder Is for Keeps, 1961
  - Requiem session, Série noire no 786, 1963
- The Big Goodbye, 1962
  - La Piste galante, Série noire no 877, 1964
- Wreath for a Redhead, 1962
  - Œillade assassine, Série noire no 776, 1963
- Dames Can Be Deadly, 1963
- Down-beat Kill, 1963
- Lady, This Is Murder, 1963
  - Profil de camée, Série noire no 902, 1964
- Nobody Lives Forever, 1964
- This'll Kill You, 1964
  - On n'en revient pas, Série noire no 998, 1965
- Always Take the Big Ones, 1965
- You're Better Off Dead, 1965
- Don't Bother to Knock, 1966
  - Inutile de frapper, Série noire no 1137, 1967
- No Gold When You Go, 1966
  - La Jungle du jonc, Série noire no 1107, 1967
- The Bad Die Young, 1967
  - Caramba carambouille, Série noire no 1197, 1968
- The Blonde Wore Black, 1968
  - La blonde était en noir, Série noire no 1239, 1968
- No Peace for the Wicked, 1968
- Speak Ill of the Dead, 1968
- They Call it Murder, 1973
- Somebody Has to Lose, 1975
- Lady, You're Killing Me, 1979
- The Deader They Fall, 1979
- The Day of the Big Dollar, 1979
- The Beautiful Golden Frame, 1980
- Nothing Personal, 1980
- The Deep Blue Cradle, 1980
- A Long Time Dead, 1981
- The Lady Who Never Was, 1981
- Female - Handle with Care, 1981
- The Highly Explosive Case, 1982
- A Miniature Murder Mystery, 1982
- Jail Bait, 1983
- Dragons Can Be Dangerous, 1983
- Bomb Scare - Flight 147, 1984
- The Moving Picture Writes, 1984
- The Vanishing Holes Murders, 1985
- The Hot Money Caper, 1991

### Autres romans signés Peter Chambers
- Murder Is Its Own Reward, 1982
- The Day the Thames Caught Fire, 1989
- No Place for a Lady, 1992

### Autres romans signés Peter Chester
- The Pay-Grab Murders, 1962
- Blueprint for Larceny, 1964
- The Traitors, 1964 
  - Jeu de fourbes, Série noire no 928, 1965

### Roman signé Simon Challis
- Death on a Quiet Beach, 1968

### Roman signé Dennis Phillips
- Revenge Incorporated, 1970

### Romans signés Philip Daniels
- Goldmine - London W.1, 1979
- The Scarred Man, 1980
- The Nice Quiet Girl, 1980
- Alibi of Guilt, 1980
- Foolproof, 1981
- Suspicious, 1981
- The Inconvenient Corpse, 1982
- A Genteel Little Murder, 1982
- Nice Knight for Murder, 1982
- The Dracula Murders, 1983
- Cinderella Spy, 1984
- Enquiries Are Proceeding, 1986
- The Hunting of Mr Gloves, 1986

## Sources
- Claude Mesplède, Dictionnaire des littératures policières, vol. 1 : A - I, Nantes, Joseph K, coll. « Temps noir », 2007, 1054 p. (ISBN 978-2-910686-44-4, OCLC 315873251), p. 389-390 (notice Peter Chambers).
- Claude Mesplède, Dictionnaire des littératures policières, vol. 2 : J - Z, Nantes, Joseph K, coll. « Temps noir », 2007, 1086 p. (ISBN 978-2-910686-45-1, OCLC 315873251), p. 569-570 (notice Mark Preston).
- Claude Mesplède, Les années "Série noire" : bibliographie critique d'une collection policière, vol. 2 : 1959-1966, Amiens, Editions Encrage, coll. « Travaux » (no 17), 1993 (ISBN 978-2-906389-43-4).
- Claude Mesplède, Les années "Série noire" : bibliographie critique d'une collection policière, vol. 3 : 1966-1972, Amiens, Editions Encrage, coll. « Travaux / 22 », 1994, 4 p. (ISBN 978-2-906389-53-3).
- Claude Mesplède et Jean-Jacques Schleret, SN, voyage au bout de la Noire : inventaire de 732 auteurs et de leurs œuvres publiés en séries Noire et Blème : suivi d'une filmographie complète, Paris, Futuropolis, 1982, 476 p. (OCLC 11972030), p. 64-66, 77.